# Juryj Schaunou
Juryj Uladsimirawitsch Schaunou (belarussisch Юрый Уладзіміравіч Жаўноў; russisch Юрий Владимирович Жевнов ‚Juri Wladimirowitsch Schewnow‘, englische Transkription Yuri Vladimirovich Zhevnov; * 17. April 1981 in Dobrusch, Belarussische SSR, Sowjetunion) ist ein ehemaliger belarussischer Fußballtorwart.

## Karriere

### Verein
Der Torwart begann seine Karriere 1997 bei FK RUOR Minsk. Zwischen 2000 und 2004 stand er beim BATE Baryssau unter Vertrag. 2005 folgte der Wechsel in die russische Premjer-Liga zum FK Moskau. In Russland spielte er auch für Zenit St. Petersburg, Torpedo Moskau und Ural Jekaterinburg.

### Nationalmannschaft
Schaunou wurde in den Kader für die U-21-Fußball-Europameisterschaft 2004 berufen. 

## Titel und Erfolge
- Belarussischer Meister: 2002
- Fußballer des Jahres von Belarus: 2010
- Russischer Meister: 2010, 2012
- Russischer Pokalsieger: 2010